# 卡门·马丁
卡门·马丁（西班牙語：Carmen Martín，1988年5月29日—），西班牙女子手球运动员。她曾代表西班牙参加2012年、2016年和2020年夏季奥林匹克运动会手球比赛，其中2012年奥运会获得一枚铜牌。